# Tutte storie
A Tutte storie Eros Ramazzotti 6. studióalbuma, amit 1993 májusában adtak ki. Az albumon hallható a Cose della vita című dal, aminek sikere révén Ramazzotti nemzetközileg is elismert énekes lett. Az album ismert dalai: Un'altra te, Favola. 6 millió példányban kelt el.

## Dalok
1. Cose della vita
2. A mezza via
3. Un'altra te
4. Memorie
5. In compagnia
6. Un grosso no
7. Favola
8. Non c'è più fantasia
9. Nostalsong
10. Niente di male
11. Esodi
12. L'ultima rivoluzione
13. Silver e missie